# Slang Prostitution
Albums de Cappadonna
The Cappatalize Project
(2008) The Pilgrimage
(2011)
Slang Prostitution est le cinquième album studio de Cappadonna, sorti le 27 janvier 2009.

## Liste des titres
| No  | Titre                                                             | Contient un (des) sample(s) de                  | Durée |
| --- | ----------------------------------------------------------------- | ----------------------------------------------- | ----- |
| 1.  | You Can't Keep a Good Man Down, Pt. 1                             |                                                 | 1:26  |
| 2.  | Savage Life                                                       | Niggers Are Scared of Revolution des Last Poets | 4:16  |
| 3.  | Three Knives (featuring 3rd Diglah et Lounge Lo)                  |                                                 | 3:00  |
| 4.  | Walk with Me (featuring Joey « Skinslaya » Lee)                   | Red Light Spells Danger de Billy Ocean          | 2:21  |
| 5.  | Do You Remember?                                                  |                                                 | 3:12  |
| 6.  | That Staten Island Shit                                           |                                                 | 4:05  |
| 7.  | Stories (featuring 3rd Diglah et Jojo Pellegrino)                 |                                                 | 2:43  |
| 8.  | Life's a Gamble (featuring Raekwon et Ratchet)                    | Legal Coke de Raekwon                           | 3:06  |
| 9.  | Hustle and Flow                                                   |                                                 | 3:04  |
| 10. | You Can't Keep a Good Man Down, Pt. 2                             |                                                 | 1:35  |
| 11. | Pistachio (featuring King Just, Lounge Lo et Luegar)              |                                                 | 4:32  |
| 12. | Grungy (featuring G-Clef Da Mad Komposa)                          |                                                 | 2:40  |
| 13. | What's Really Up?                                                 |                                                 | 2:19  |
| 14. | Da Vorzon (featuring Lounge Lo)                                   |                                                 | 3:54  |
| 15. | Somebody's Got to Go (featuring Lounge Lo et Ghetto Philharmonic) |                                                 | 3:28  |
| 16. | Fire (featuring Masta Killa)                                      | Mariya du Family Circle                         | 4:32  |
| 17. | Speed Knotz (featuring Precise)                                   |                                                 | 2:12  |
| 18. | Stay Shining                                                      |                                                 | 3:37  |
| 19. | You Can't Keep a Good Man Down, Pt. 3                             |                                                 | 1:26  |